# Puteri, Principate, Tronuri și Domnii
„Puteri, Principate, Tronuri și Domnii” (titlu original în engleză Powers, Principalities, Thrones and Dominions) este al nouăsprezecelea episod al primului sezon al serialului american de televiziune thriller polițist Millennium. A avut premiera pe rețeaua Fox la 25 aprilie 1997, a fost scris de Ted Mann și Harold Rosenthal și regizat de Thomas J. Wright. Invitați-vedete ai episodului au fost Sarah-Jane Redmond și Richard Cox.
Consultantul Grupului Millennium Frank Black (Lance Henriksen) este convins să se întoarcă la muncă după uciderea unui prieten apropiat. Cu toate acestea, în curând este evident că primul său caz înapoi la serviciu este mult mai profund decât s-a așteptat.
În acest episod apar pentru ultima oară actorii Bill Smitrovich și Robin Gammell. Episodul a avut recenzii mixte sau pozitive din partea criticilor și a fost vizionat de aproximativ 6,5 milioane de gospodării la difuzarea sa inițială în SUA.

## Rezumat
Episodul începe in medias res, când consultantul Grupului Millennium Frank Black fuge într-o parcare de supermarket și este martor cum un avocat, Alistair Pepper (Richard Cox), este confruntat de un bărbat pe nume Sammael (Rodney Eastman). Sammael își ridică mâna și un fulger îl lovește pe Pepper; totuși, când Black ajunge la Sammael, descoperă un pistol la picioarele ucigașului.
Cu câteva zile mai devreme, colegul său, membru al grupului, Peter Watts (Terry O'Quinn) investighează o crimă într-o casă din suburbii în care accesorii oculte au fost aranjate dezorganizat. Watts îl contactează pe Black pentru a-l ajuta cu acest caz. Cu toate acestea, Black încă se recuperează după uciderea prietenului său Bob Bletcher (Bill Smitrovich), care a fost ucis în casa lui Black. Watts închide telefonul când îl vede pe Sammael uitându-se prin fereastra casei de la etaj, dar când investighează acest lucru, Sammael a dispărut.
Watts îi arată mai târziu lui Black o fotografie de la locul crimei, în care Sammael apare printre o mulțime de oameni. În altă parte, un bărbat pe nume Martin (Guy Fauchon) este arestat după ce a tăiat gâtul unei dădace într-un parc public; în ciuda naturii aparent aleatorii a crimei, Black crede că bărbatul ar putea avea legătură cu uciderea lui Bletcher. Cu toate acestea, în curând începe să suspecteze că Martin ar putea fi nevinovat de crima pentru care a fost arestat. Black are, de asemenea, un vis în care un Bletcher mutilat încearcă și nu reușește să-i vorbească, ceea ce îl face pe Black să creadă că și-a pierdut capacitatea psihică de a vedea în mintea celorlalți.
Cazul împotriva lui Martin se subțiază pe măsură ce dovezile dispar și martorii nu reușesc să-l identifice la recunoaștere. Black este căutat de către Pepper, avocatul auto-propus al lui Martin, care îi oferă lui Black o invitație de a se alătura cabinetului său juridic. Mai târziu, Martin susține în instanță că l-a ucis pe Bletcher. În altă parte, un alt membru al grupului, Mike Atkins (Robin Gammell), primește un apel telefonic de la cineva care pretinde a fi Black. Frank suspectează că totul este pentru a atrage Grupul și are din nou vederea sa psihică.
În celula sa, Martin își tăie gâtul cu o lamă de ras pe care o avea ascunsă; cu toate acestea, un medic legist constată mai târziu că moartea lui a fost cauzată de un anevrism. Black crede că Pepper este într-un fel implicat. Watts și Black îl găsesc pe Atkins ucis într-o cameră de hotel și îl urmăresc pe un suspect pe o scară de incendiu și într-un supermarket. Înăuntru, Black îl găsește pe Pepper, dar pe măsură ce Pepper intră și iese din vederea lui Frank, aspectul lui pare să se schimbe în cel al lui Martin, iar apoi în al Luciei Butler (Sarah-Jane Redmond), femeia pe care Black o suspectează că l-a ucis pe Bletcher în casa sa. Pepper iese din supermarket și se apropie de mașina sa cu o pungă de cumpărături, unde este confruntat și ucis de Sammael. În timp ce Black îl reține pe Sammael, i se spune că Pepper a fost ucis ca „o consecință a propriei erori”. Black consideră că există un mister mai mare, iar propria sa implicare este doar tangențială.

## Actori ocazionali
- Richard Cox⁠(d) - Alistair Pepper
- Robin Gammell - Mike Atkins
- Rodney Eastman⁠(d) - Sammael
- Sarah-Jane Redmond⁠(d) - Lucy Butler
- Stephen J. Lang - Bob Geibelhouse
- Guy Fauchon - Martin
- Dean P. Gibson - Phil Brice
- Robert Moloney⁠(d) - Uniformed Cop Adams
- Judith Maxie - Judge Myers
- Allan Franz - Medical Examiner Anderson
- Bonnie Hay - A.D.A. Mills
- Alf Humphreys⁠(d) - Damon Rummer[2]

## Producție

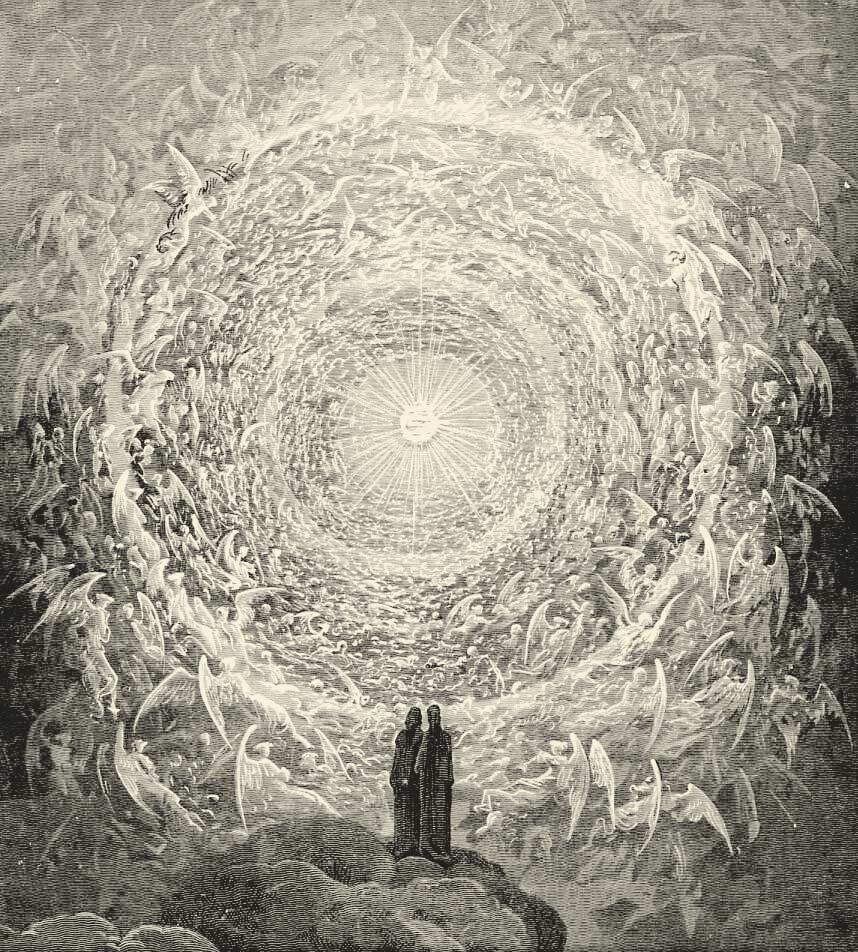
Imagini angelice creștine care apar în episod (din ilustrația lui Gustave Doré a Paradisului lui Dante Alighieri).

„Puteri, Principate, Tronuri și Domnii” este al treilea din cele patru episoade din Millennium scris de Ted Mann⁠(d), care a scris anterior „Judecatorul” și „Loin ca o flacără de vânătoare”, și va continua să scrie finalul sezonului I „Porumbel de hârtie”. Regizorul Thomas J. Wright va continua să regizeze douăzeci și șase de episoade în toate cele trei sezoane. Wright va regiza, de asemenea, „Millennium”, episodul crossover al serialului înfrățit Dosarele X. „Puteri, Principate, Tronuri și Domnii” este singurul merit al co-scenariului Harold Rosenthal de-a lungul serialului.
Atât titlul episodului, cât și invocația rostită de personajul lui Sammael se referă la patru din cele nouă coruri de îngeri din teologia creștină. Angelologia creștină susține că există trei grupări a câte trei coruri fiecare. Tronurile sunt al treilea cel mai înalt cor, aparținând grupului însărcinat cu îngrijirea lui Dumnezeu și sunt descriși ca întrupări severe ale dreptății sfinte. Domniile, al patrulea cel mai înalt cor, aparțin grupului desemnat să se ocupe de creațiile lui Dumnezeu. Domniile conduc ordinele inferioare și împărtășesc înțelepciune omenirii Puterile aparțin aceluiași nivel ca Domniile și au sarcina de a contracara amenințarea ispitei din partea diavolului și a demonilor. Principatele sunt al șaptelea cel mai înalt cor și aparțin grupului cel mai de jos de îngeri, cei mai probabil să apară omenirii. Principatele supraveghează acei oameni care stăpânesc peste alții, învățându-i pe regi și pe capii de familie abilitățile necesare de a conduce.
„Puteri, Principate, Tronuri și Domnii” prezintă apariția finală a personajului Bob Bletcher. Smitrovich l-a interpretat pentru prima dată pe Bletcher în episodul „Pilot”, apărând intermitent pe parcursul primului sezon. Bletcher a fost ucis în episodul anterior, „Lamentation”. Episodul prezintă, de asemenea, moartea membrului grupului Millennium, Mike Atkins, interpretat de Robin Gammell, care a interpretat și personajul în episodul anterior „Gheenna”. Sarah-Jane Redmond, care a interpretat-o pentru prima dată pe Lucy Butler în „Lamentation”, avea să revină în episodul din sezonul doi „A Room with No View” și episoadele din sezonul trei „Antipas” și „Saturn Dreaming of Mercur”.

## Difuzare și recepție
Durerea evidentă a lui Frank pentru ceea ce s-a întâmplat și felul în care această durere îi pune la îndoială propria credință în abilitățile sale profită la maximum de crimă într-un mod care nu pare niciodată greoi sau inutil și manipulator. Nu contează că mie nu-mi pasă de Bob. Ceea ce contează este că lui Frank îi pasă și că vinovăția sa pentru moartea lui Bob îi roade calmul aparent de neclintit.
„Puteri, Principate, Tronuri și Domnii” a fost difuzat pentru prima dată pe Fox Network la 25 aprilie 1997. Episodul a obținut un rating Nielsen de 6,7 în timpul difuzării sale originale, ceea ce înseamnă că 6,7 procente din gospodăriile din Statele Unite au vizionat episodul, adică 6,5 milioane de gospodării. Astfel episodul este al șaizeci și cincilea cel mai vizionat în acea săptămână.
„Puteri, Principate, Tronuri și Domnii” a avut în mare parte recenzii pozitive din partea criticilor. Zack Handlen de la The A. V. Club⁠(d), a evaluat episodul cu A, descriindu-l ca fiind „vesel-sumbru”. Handlen a simțit că episodul a reprezentat serialul care își asumă rolul său, menționând că „Milenium, după săptămâni în care a sugerat posibilități fără a oferi nimic, a început în sfârșit să dea un sentiment real că da, se întâmplă o mulțime de evenimente proaste și chiar are un sens întortocheat”.
Bill Gibron, pentru DVD Talk⁠(d), a evaluat episodul cu 3,5 din 5, menționând că împarte teme similare cu direcția pe care o va lua serialul în al doilea sezon. Gibron a descris episodul drept „înfricoșător și oarecum suprarealist”, adăugând că „întreaga tranșă ([sic!]) trosnește de posibilități".
Robert Shearman și Lars Pearson, în cartea lor Wanting to Believe: A Critical Guide to The X-Files, Millennium & The Lone Gunmen, au evaluat „Puteri, Principate, Tronuri și Domnii” cu patru stele din cinci, descriindu-l ca fiind „surprinzător., intrigant, capricios și pretențios”. Shearman a comparat episodul tematic cu scenariul anterior al lui Mann pentru „Judecătorul” și a remarcat că, deși povestea „nu este un narativ deosebit de inteligibil, produce un episod care este cu adevărat neplăcut de vizionat”.